# Mr Bigg's
Pour les articles homonymes, voir Mr Big.
 (juin 2019).
Si vous disposez d'ouvrages ou d'articles de référence ou si vous connaissez des sites web de qualité traitant du thème abordé ici, merci de compléter l'article en donnant les références utiles à sa vérifiabilité et en les liant à la section « Notes et références ».

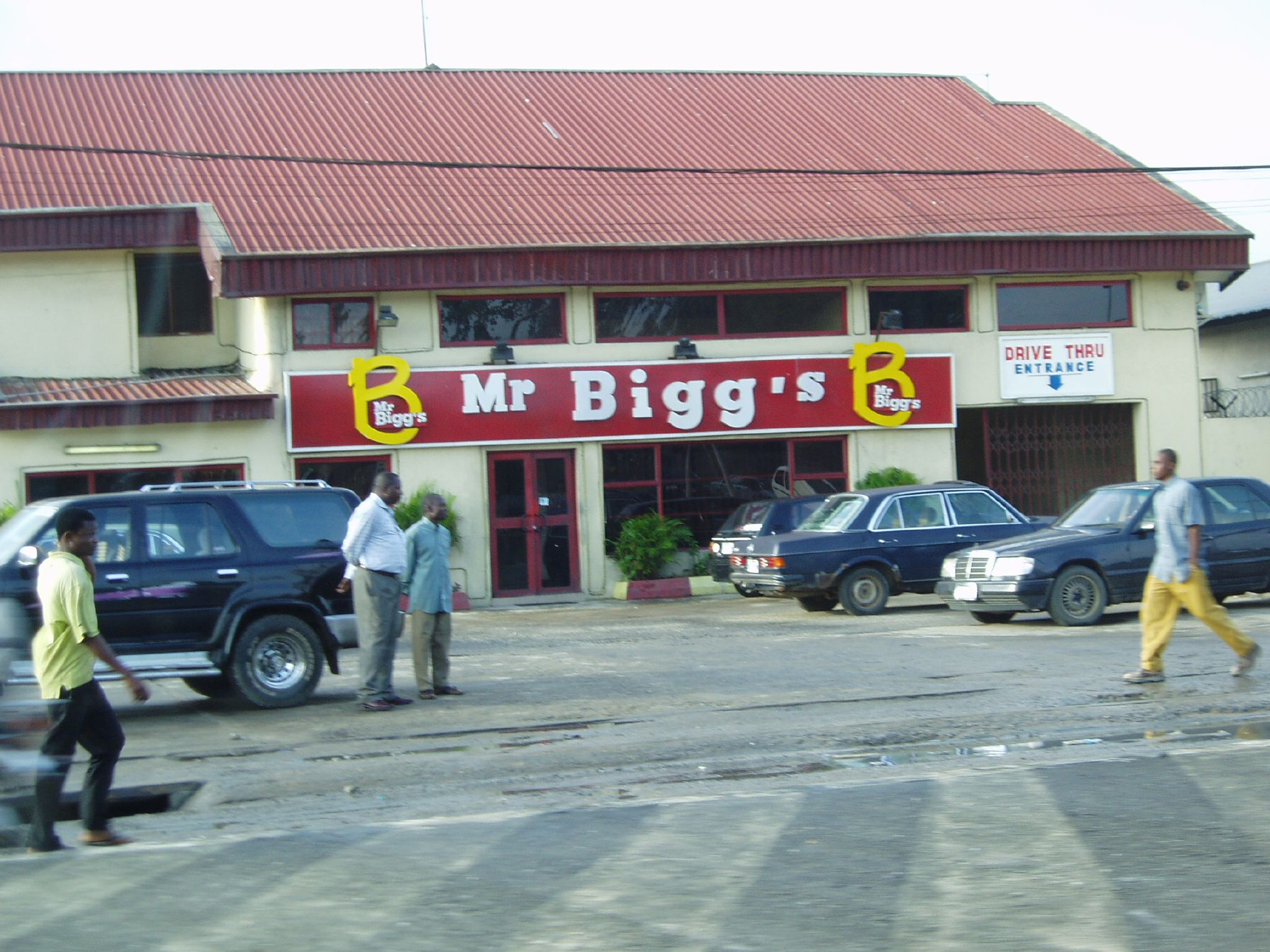
Un restaurant Mr. Bigg's au Nigéria.

Mr Bigg’s est une chaîne de restauration rapide nigériane, contrôlée par le groupe United African Company of Nigeria PLC. Elle compte 170 restaurants au Nigéria, dont le premier drive du pays, et 4 restaurants au Ghana. L'enseigne des restaurants est rouge et jaune. Mr Bigg's est issu des cafés situés à l'intérieur des magasins Kingsway Department Stores (créés dans les années 1960), devenus « Kingsway Rendezvous » en 1973, puis Mr Bigg's en 1986. La chaîne s'est étendue rapidement après avoir mis en place un système de franchise.
Les restaurants Mr Bigg's servent notamment des tourtes à la viande (meat pie), des scotch eggs, du poulet grillé, ainsi que d'autres plats populaires au Nigéria dont le riz wolof et le moin moin. 